# 하스몬 왕국
하스몬 왕국(히브리어: חַשְׁמוֹנָאִים 하스모나임, 고대 그리스어: Ἀσαμωναῖοι 아사모나이오이[*], 라틴어: Asmonaei 아스모나이이[*]) 또는 하스모니안 왕국(영어: Hasmonean dynasty)은 제2성전기 헬레니즘 시대에 유대와 주변 지역을 통치한 왕국이다. 이 왕조는 기원전 약 140년부터 기원전 37년까지 존속하였다. 기원전 약 140년부터 116년까지 하스몬 왕조는 셀레우코스 제국의 지배 아래서 반자치적으로 유대를 다스렸으며, 기원전 약 110년부터는 제국이 붕괴함에 따라 자치권을 강화하고 페레아, 사마리아, 이두매, 갈릴래아, 이두레아 등 인접 지역까지 세력을 확장하였다. 왕들은 헬라어 칭호인 ‘바실레우스’를 사용했고, 왕국은 수십 년간 지역 강국의 지위를 누렸다. 그러나 기원전 63년 하스모니안 내전에 로마 공화국이 개입하면서 로마의 속국으로 전락하였고, 돌이킬 수 없는 쇠퇴의 길에 접어들었다. 결국 기원전 37년, 헤로데 1세가 마지막 꼭두각시 왕을 몰아내고 왕위에 오르면서 종언을 맞았다.
하스몬 왕조는 시몬 마카베오가 기원전 141년에 창건하였다. 이는 그의 형인 유다 마카베오가 기원전 167년부터 141년까지 진행된 마카베오 전쟁에서 셀레우코스 제국의 군대를 물리친 지 20년 후의 일이었다. 마카베오기 상권과 하권, 그리고 유대 역사가 요세푸스(37–100경)의 저서 《유대 전쟁사》 제1권에 따르면, 셀레우코스 황제 안티오코스 4세 에피파네스(재위: 기원전 175–164년)는 프톨레마이오스 왕조하의 이집트를 침공했다가 로마의 개입으로 퇴각한 뒤, 셀레우코스 제국의 사트라피인 코엘레 시리아와 페니키아를 강력히 통제하고자 하였다. 이에 따라 예루살렘과 당시 예루살렘에 있던 제2성전을 약탈하고, 유대인과 사마리아인의 종교와 문화를 억압하였으며, 기원전 168–167년경에는 헬레니즘 문화를 강제로 도입하였다.
이후 셀레우코스 제국이 로마 공화국과 파르티아 제국의 부상으로 점차 붕괴하자 유대는 어느 정도 자치를 회복할 수 있었다. 그러나 기원전 63년 로마의 침공으로 왕국은 해체되고, 로마의 속국으로 재편되었다. 시몬의 증손자들인 히르카노스 2세와 아리스토불로스 2세는 율리우스 카이사르와 폼페이우스의 권력 투쟁 속에서 각각의 대리인으로 전락하였다. 폼페이우스가 기원전 48년에, 카이사르가 기원전 44년에 암살되면서 벌어진 리베라토레스의 내전으로 왕국은 일시적인 자유를 얻어 파르티아 제국의 지원 하에 다시금 자치적 행보로 이어졌다. 그러나 이는 마르쿠스 안토니우스와 옥타비아누스(후일 아우구스투스)에 의해 곧 진압되었다.
하스몬 왕조는 103년간 존속한 뒤, 기원전 37년에 헤로데 왕조로 교체되었다. 이두매인 출신의 헤로데 대왕이 유대 왕위에 오르면서 유대는 완전히 로마의 속국이 되었으며, 하스몬 왕조는 종말을 고하였다. 그럼에도 불구하고 헤로데는 자신의 통치 정당성을 강화하기 위해 하스몬 가문의 공주 마리암네와 혼인하였고, 예리코 궁에서 마지막 하스몬 남계 후계자를 익사시키려는 계획까지 세웠다.
기원후 6년, 로마는 유대 본토와 사마리아, 이두매 지역을 로마 직할의 유다이아 속주로 통합하였다. 이어 44년에는 로마 제국이 총독의 지배 체제를 도입하고, 동시에 헤로데 왕조의 일원들, 구체적으로는 헤로데 아그리파 1세 및 헤로데 아그리파 2세에게 제한적 통치권을 병행 부여하였다.

## 역사
하스몬 왕국은 유다 마카베오가 마카비 전쟁 때 셀레우코스 군을 격파한 지 20년 만에 동생인 시몬 마카베오의 주도로 성립되었다. 마카베오상, 마카베오하, 유대인 역사가 플라비우스 요세푸스(37CE–c 100)의 《유대 전쟁사》 제1권에 따르면, 안티오코스 4세는 프톨레마이오스 왕국의 공격이 있은 후 시리아와 페니키아 지방의 대한 엄격한 통치를 실시 하였다. 예루살렘과 그 사원을 파괴하고, 유대인과 사마리아인의 종교 및 문화적 관습을 탄압하고, 헬레니즘 관행을 강제했다. 뒤이어 일어난 유대인들의 반란(167 BCE)은 로마 공화국과 파르티아 제국 등 신흥 강대국들의 공격을 받아 큰 타격을 입은 셀레우코스 제국의 붕괴로, 힘을 얻은 유대인들은 독립국가 시기를 시작했다.
기원전 63년, 왕국은 로마 공화국에 의해 멸망당했고, 분열되어 로마의 지배를 받게되었다. 시몬의 증손인 히르카누스 2세와 아리스토불루스 2세는 율리우스 카이사르와 폼페이우스 대왕의 대리전에서 볼모가 되었다. 폼페이우스(48BCE)와 카이사르(44BCE)의 죽음과 관련 로마 내전으로 말미암아 로마가 하스몬 왕국에 대한 지배가 일시적으로 완화되어 파르티아 제국이 뒷받침하는 자치권을 잠시 재확인할 수 있었다. 이 짧은 독립은 안토니우스와 옥타비아누스 휘하의 로마군들에 의해 급속히 무너졌다.
왕국은 기원전 37년에 헤로데 왕국에 항복하기 전까지 103년 동안 생존해 있었다. 기원전 37년 헤롯 대왕(이두메안)을 왕으로 설치함으로써 유다는 로마의 분봉왕령이 되었고 하스몬 왕국은 멸망하였다.

## 역대 국왕
1. 시몬 마카베오
2. 요한 히르카노스
3. 아리스토불로스 1세
4. 알렉산드르 얀나이오스
5. 살로메 알렉산드라
6. 히르카노스 2세
7. 아리스토불로스 2세
8. 안티고노스 2세 마타티아스

## 같이 보기
- 예루살렘 성전